# Großer Lafatscher
Großer Lafatscher – szczyt w paśmie Karwendel, w Alpach Wschodnich. Leży w Austrii, w kraju związkowym Tyrol, przy granicy z Niemcami. Sąsiaduje bezpośrednio z Kleiner Lafatscher. 
Pierwszego wejścia, w sierpniu 1867 r., dokonali Julius Pock, Carl Wechner i H. Schupfer.